# Équipe cycliste Cibel
L'équipe cycliste Cibel est une équipe cycliste belge ayant le statut d'équipe continentale de 2014 à 2019, année de sa disparition.

## Histoire de l'équipe

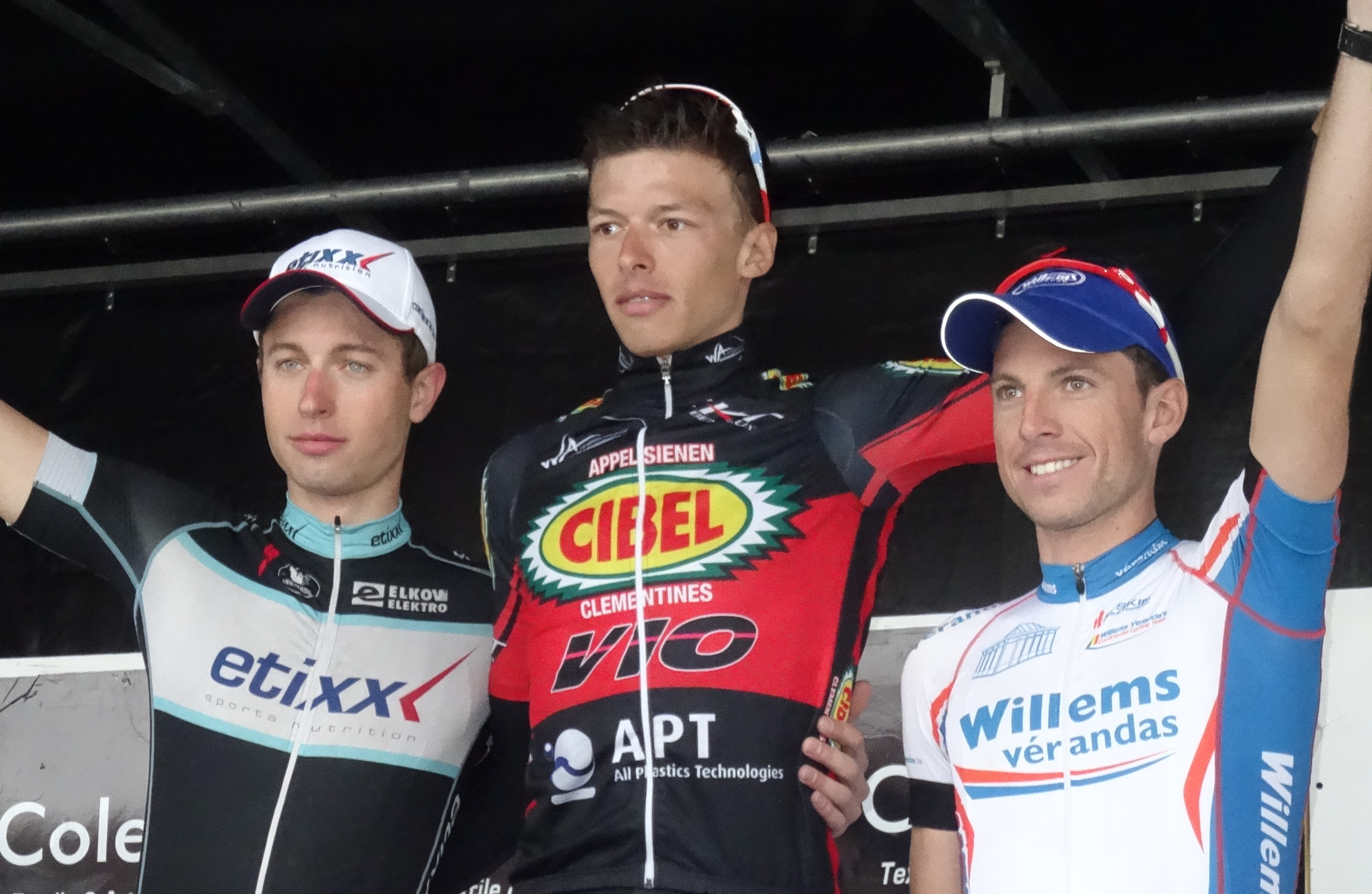
Podium de l'édition 2014 du Grand Prix des commerçants de Templeuve : Łukasz Wiśniowski (2e), Oliver Naesen (1er) et Gaëtan Bille (3e).

### 2014
La saison 2014 de Cibel est la première en tant qu'équipe continentale. L'entreprise Cibel est le sponsor principal de l'équipe, qui compte quelques autres petits sponsors. Son président est Gaspard Van Petegem.

### 2015
Fin octobre 2014, il est annoncé que l'effectif 2015 de l'équipe comptera seize coureurs : neuf sont conservés, sept partent, et sept arrivent.

## Principales victoires

### Courses d'un jour
- Grand Prix des commerçants de Templeuve : Oliver Naesen (2014)
- Internatie Reningelst : Benjamin Verraes (2016)
- Paris-Mantes-en-Yvelines : Gianni Marchand (2018)
- À travers les Ardennes flamandes : Robby Cobbaert (2018)
- Flèche côtière : Timothy Stevens (2018)

### Courses par étapes
- Tour de la province de Liège : Kevin De Jonghe (2016)
- Flèche du Sud : Gianni Marchand (2018)

## Classements UCI
L'équipe participe aux circuits continentaux et principalement à des épreuves de l'UCI Europe Tour. Les tableaux ci-dessous présentent les classements de l'équipe sur les différents circuits, ainsi que son meilleur coureur au classement individuel.
UCI Africa Tour
| Saison | Classement par équipes | Meilleur coureur au classement individuel |
| ------ | ---------------------- | ----------------------------------------- |
| 2015   | 13e                    | Guy Smet (105e)                           |

UCI Asia Tour
| Saison | Classement par équipes | Meilleur coureur au classement individuel |
| ------ | ---------------------- | ----------------------------------------- |
| 2016   | 94e                    | Michiel Dieleman (558e)                   |
| 2017   | 54e                    | Kevin De Jonghe (106e)                    |

UCI Europe Tour
| Saison | Classement par équipes | Meilleur coureur au classement individuel |
| ------ | ---------------------- | ----------------------------------------- |
| 2014   | 76e                    | Oliver Naesen (96e)                       |
| 2015   | 95e                    | Joeri Stallaert (185e)                    |
| 2016   | 60e                    | Joeri Stallaert (193e)                    |
| 2017   | 24e                    | Joeri Stallaert (22e)                     |

## Effectif en 2019
| Cycliste          | Date de naissance | Nationalité | Équipe 2018       |  |
| ----------------- | ----------------- | ----------- | ----------------- |  |
| Dieter Bouvry     | 31 juillet 1992   | Belgique    | Cibel-Cebon       |  |
| Dennis Coenen     | 13 novembre 1991  | Belgique    | Cibel-Cebon       |  |
| Alexander Cools   | 13 avril 1994     | Belgique    | Cibel-Cebon       |  |
| Glenn Debruyne    | 10 janvier 1995   | Belgique    |                   |  |
| Tuur Deprez       | 20 juin 1996      | Belgique    |                   |  |
| Michiel Dieleman  | 29 avril 1990     | Belgique    | Cibel-Cebon       |  |
| Jeroen Eyskens    | 4 avril 1993      | Belgique    |                   |  |
| Alexander Maes    | 20 juin 1993      | Belgique    | Tarteletto-Isorex |  |
| Gianni Marchand   | 1er juin 1990     | Belgique    | Cibel-Cebon       |  |
| Cedric Raymackers | 19 juin 1992      | Belgique    | Cibel-Cebon       |  |
| Jacob Relaes      | 18 mai 1996       | Belgique    |                   |  |
| Jan Reynaerts     | 30 juillet 1997   | Belgique    | Cibel-Cebon       |  |
| Wim Reynaerts     | 12 mai 1995       | Belgique    | Cibel-Cebon       |  |
| Timothy Stevens   | 26 mars 1989      | Belgique    | Cibel-Cebon       |  |
| Lennert Teugels   | 9 avril 1993      | Belgique    | Cibel-Cebon       |  |